# Nimba
Nimba és un comtat que es troba a la part central de Libèria. Forma part dels quinze comtats que comprenen el primer nivell de divisió administrativa de la república. Sanniquellie serveix com la capital d'aquest comtat el territori del qual abasta una àrea d'11.551 quilòmetres quadrats, el comtat més gran del país. Des del Cens de l'any 2008, aquest tenia una població composta de 468.088 persones, el segon comtat més populós de tota Libèria.
Nimba és confinada per Bong i Grand Bassa a l'oest, River Cess al sud-oest, i Grand Gedeh al sud-est. Les parts del nord i nord-est de Nimba limiten amb Guinea, mentre el nord-est limita al llarg de la frontera de Costa d'Ivori. Creat el 1964, el Superintendent Distingit és Robert S. Kamei.

## Districtes
El comtat de Nimba es subdivideix en sis districtes:
- Gbehlageh
- Saclepea Mah
- Sanniquellie Mah
- Tappita
- Yarwein-Mehnsonoh
- Zoegeh